# Большая синагога (Любомль)
Большая синагога — синагога в городе Любомль на Волыни, находилась в центре местного еврейского квартала. Разрушена по приказу советской власти в 1947 году. Была одной из старейших и крупнейших на Украине.

## История

### Жизнь общины и сооружение синагоги
Еврейская община города известна ещё с XIV века. Местные евреи занимались ремеслом, посредничеством и торговлей. В начале XVI века у любомльских евреев возникла необходимость построения большой каменной синагоги. Построили синагогу в 1510 году в центре еврейского квартала. Любомльская синагога стала одним из лучших архитектурных сооружений того времени и упоминалась во всех старинных книгах. Для строительства такого величественного сооружения были нужны значительные средства, поэтому местные жители взяли их взаймы у Холмского римско-католического епископа.
В 1918 году в период австро-венгерской оккупации, Любомльский магистрат заказал в Праге серию марок с видами Любомля. На одной из них изобразили синагогу.

### Разрушение
Во время Немецко-советской войны, в октябре 1942 года, нацисты уничтожили почти всех местных евреев (до 5000 человек). Лишь несколько десятков евреев осталось в живых. 
После Второй мировой войны в Любомле утвердилась советская власть. По её приказу в 1947 году синагогу разобрали на кирпич, которым была вымощена дорога. В земле остался только фундамент. Ещё в советское время примерно на том месте, где размещалась синагога, построен магазин. Детальные археологические исследования не проводились, лишь однажды случайно откопали фундамент контрфорса.